# Samet Kumbaşı
Samet Kumbaşı (* 11. September 1988 in Adapazarı) ist ein türkischer Fußballspieler in Diensten von Gaziantep Büyükşehir Belediyespor.

## Karriere
Kumbaşı begann mit dem Vereinsfußball in der Jugend von Bahçelievler SK und spielte anschließend in den Jugendmannschaften von Sakaryaspor, Serdivanspor, Yıldırımspor und Bodrumspor. Im Sommer 1009 wechselte er, mit einem Profivertrag versehen, zum Drittligisten Kahramanmaraşspor. Hier spielte er zwei Spielzeiten lang durchgängig. 
Zur Saison 2011/12 wurde sein Wechsel zum türkischen Zweitligisten Gaziantep Büyükşehir Belediyespor bekanntgegeben. Die Rückrunde der Saison 2012/13 verbrachte er als Leihspieler beim Drittligisten Hatayspor. Nach zwei Spielzeiten verließ er den Stadtverwaltungssportklub und wechselte eine Division tiefer zu Aydınspor 1923.